# USS Wallace L. Lind (DD-703)
USS Wallace L. Lind (DD-703) là một tàu khu trục lớp Allen M. Sumner được Hải quân Hoa Kỳ chế tạo trong Chiến tranh Thế giới thứ hai. Nó là chiếc tàu chiến duy nhất của Hải quân Mỹ được đặt theo tên Đại tá Hải quân Wallace L. Lind (1887–1940), người được tặng thưởng Huân chương Chữ thập Hải quân trong Chiến tranh Thế giới thứ nhất. Nó đã hoạt động cho đến hết Thế Chiến II, và tiếp tục phục vụ sau đó trong Chiến tranh Triều Tiên và Chiến tranh Việt Nam cho đến khi xuất biên chế năm 1973, và được chuyển cho Hàn Quốc. Con tàu tiếp tục phục vụ cùng Hải quân Cộng hòa Hàn Quốc như là chiếc ROKS Dae Gu (DD-917) cho đến khi ngừng hoạt động năm 1994 và bị tháo dỡ. Wallace L. Lind được tặng thưởng bốn Ngôi sao Chiến trận do thành tích phục vụ trong Thế Chiến II, bốn Ngôi sao Chiến trận trong Chiến tranh Triều Tiên và thêm một Ngôi sao Chiến trận khác trong Chiến tranh Việt Nam.

## Thiết kế và chế tạo
Wallace L. Lind được đặt lườn tại xưởng tàu của hãng Federal Shipbuilding and Drydock Company ở Kearny, New Jersey vào ngày 14 tháng 2 năm 1944. Nó được hạ thủy vào ngày 14 tháng 6 năm 1944; được đỡ đầu bởi bà Wallace L. Lind, vợ góa Đại tá Lind, và nhập biên chế tại Xưởng hải quân New York vào ngày 8 tháng 9 năm 1944 dưới quyền chỉ huy của Trung tá Hải quân G. DeMetropolis.

## Lịch sử hoạt động

### 1944
Wallace L. Lind thực hiện chuyến đi chạy thử máy từ Xưởng hải quân New York đến khu vực quần đảo Bermuda và quay trở về, kéo dài cho đến ngày 2 tháng 11 năm 1944. Nó rời Virginia vào ngày 14 tháng 11 để hướng sang khu vực Thái Bình Dương, vượt kênh đào Panama vào ngày 27 tháng 11, và đi đến Trân Châu Cảng vào ngày 13 tháng 12. Nó cùng tàu khu trục rải mìn Tracy (DM-19) rời Trân Châu Cảng vào ngày 23 tháng 12, hộ tống cho chiếc tàu sân bay Enterprise đi Ulithi. Sau khi được tàu khu trục Frazier (DD-607) thay phiên, Tracy rời đội hình để tiếp tục độc lập đi đến Eniwetok.

### 1945
Vào ngày 5 tháng 1, 1945, Wallace L. Lind gia nhập lực lượng tàu sân bay nhanh, lúc này là Lực lượng Đặc nhiệm 38 trực thuộc Đệ Tam hạm đội được chỉ huy bởi Đô đốc William Halsey. Lực lượng đã tiến hành không kích xuống Luzon, Philippines vào ngày hôm sau, rồi tiếp nối bởi các cuộc ném bom xuống các mục tiêu tại Đài Loan, Đông Dương thuộc Pháp, quần đảo Bành Hồ và Hong Kong. Các phi vụ trinh sát hình ảnh cũng được tiến hành trên không phận Okinawa nhằm chuẩn bị cho các chiến dịch đổ bộ tiếp theo. Chiếc tàu khu trục rời khu vực phía Bắc Luzon vào ngày 23 tháng 1, về đến Ulithi ba ngày sau đó để được bảo trì, tiếp liệu và nghỉ ngơi.
Wallace L. Lind quay trở lại cùng lực lượng tàu sân bay nhanh vào ngày 11 tháng 2, giờ được đổi tên thành Lực lượng Đặc nhiệm 58 khi trực thuộc Đệ Ngũ hạm đội dưới quyền Đô đốc Raymond A. Spruance. Bốn ngày sau đó, máy bay xuất phát từ tàu sân bay đã không kích xuống khu vực phụ cận Tokyo trước khi quay xuống phía Nam hướng đến mục tiêu chính là Iwo Jima. Đến ngày 19 tháng 2, các tàu sân bay không kích để hỗ trợ cho cuộc đổ bộ ban đầu lên hòn đảo thuộc quần đảo Volcano này, và tiếp tục hỗ trợ trên không cho trận chiến tại đây cho đến ngày 25 tháng 2, khi các tàu sân bay quay trở lại không kích Tokyo một lần nữa. Trong suốt các hoạt động này, chiếc tàu khu trục đảm trách vai trò hộ tống cho các tàu sân bay, vận chuyển thư tín và nhân sự giữa các đơn vị. Đến ngày 27 tháng 2, Lực lượng Đặc nhiệm 58 rời khu vực đảo Honshū hướng xuống phía Nam, đi đến ngoài khơi Okinawa bốn ngày sau đó. Trong ngày 1 tháng 3, chiếc tàu khu trục hoạt động canh phòng máy bay cho các phi vụ không kích xuống Okinawa và Minamidaitō, và sau đó lực lượng rút lui về Ulithi.
Sau khi được bảo trì, tiếp liệu và nghỉ ngơi tại Ulithi, Wallace L. Lind cùng lực lượng đặc nhiệm hướng đến Kyūshū, nơi các cuộc không kích được tung ra vào ngày 18 tháng 3; nhiều máy bay đối phương xuất hiện rải rác trong ngày này. Các cuộc không kích và càn quét được tiếp nối sang ngày hôm sau xuống các mục tiêu tại Kyūshū, cũng như một đợt càn quét đặc biệt xuống eo biển Kii. Hai máy bay đối phương đã tiếp cận đội hình của chiếc tàu khu trục, và đều bị hỏa lực phòng không bắn rơi. Khi lực lượng rời khu vực vào ngày 19 tháng 3, Wallace L. Lind tạm thời được cho tách ra để gia nhập một đơn vị cho nhiệm vụ bắn phá bờ biển Minamidaitō vào ngày 28 tháng 3. Sang ngày hôm sau, lực lượng tàu sân bay đánh phá các sân bay trên đảo Kyūshū. Bản thân chiếc tàu khu trục đã phá hủy hai quả thủy lôi và nổ súng vào một máy bay ném bom-ngư lôi đối phương bị rơi không lâu sau đó. Trên đường rút lui về phía Nam, chiếc tàu khu trục còn tiến hành bắn phá xuống quần đảo Amami.
Trong các ngày 30 và 31 tháng 3, đội đặc nhiệm của Wallace L. Lind tiến hành không kích và càn quét xuống quần đảo Okinawa để hỗ trợ cho việc đổ bộ. hoạt động này được tiếp nối xen kẻ với các cuộc không kích xuống Amami và các hoạt động tiếp nhiên liệu và tái vũ trang trong suốt tháng 4. Trong giai đoạn này chiếc tàu khu trục đã bắn rơi hai máy bay đối phương và trợ giúp vào việc tiêu diệt ba chiếc khác. Sang tháng 5, nó tham gia các đợt không kích xuống Okinawa, Kyūshū và khu vực Amami – Kikaijima. Chiếc tàu khu trục đảm trách nhiều vai trò khác nhau, bao gồm hộ tống các tàu sân bay và tìm kiếm giải cứu những phi công bị bắn rơi. Trong giai đoạn này, máy bay tấn công tự sát Kamikaze đối phương đã tập trung vào Lực lượng Đặc nhiệm 58, đánh trúng cả Enterprise lẫn USS Bunker Hill (CV-17). Chiếc tàu khu trục đã tham gia một chiến dịch bắn phá bờ biển, phá hủy ba quả thủy lôi, bắn rơi ba máy bay đối phương và trợ giúp vào việc tiêu diệt hai chiếc khác.
Wallace L. Lind về đến vịnh San Pedro tại Leyte, Philippines vào ngày 1 tháng 6, nơi nó cặp bên mạn tàu tiếp liệu khu trục Dixie (AD-14) để được sửa chữa cho đến ngày 12 tháng 6. Thời gian còn lại của tháng 6 được nó sử dụng để thực tập huấn luyện và chuẩn bị cho những hoạt động tiếp theo. Nó khởi hành từ vịnh San Pedro cùng Hải đội Khu trục 62 vào ngày 1 tháng 7, dẫn đầu các tàu chiến chủ lực thuộc Đội đặc nhiệm 38.3 để hộ tống chống tàu ngầm cho lực lượng trong chặng đường hướng đến các đảo chính quốc Nhật Bản. Chín ngày sau, khi đi đến địa điểm ngoài khơi phía Đông bờ biển Honshū, lực lượng đặc nhiệm bắt đầu không kích xuống khu vực phụ cận Tokyo, nơi chiếc tàu khu trục làm nhiệm vụ cột mốc radar canh phòng và tàu liên lạc giữa các đội đặc nhiệm. Sang ngày 14 tháng 7, nó tham gia cùng các tàu sân bay trong các cuộc không kích xuống bờ biền phía Đông Honshū và khu vực Hokkaidō.
Sau khi được tiếp nhiên liệu tại phía Đông quần đảo Bonin, Wallace L. Lind quay trở lại khu vực hoạt động tại vùng biển phía Đông Kyūshū vào ngày 24 tháng 7. Nó làm nhiệm vụ cột mốc canh phòng trong hoạt động không kích xuống khu vực Kure, nơi có căn cứ chính của Hải quân Nhật. Sang ngày 30 tháng 7, đội đặc nhiệm tung ra cuộc không kích xuống khu vực Tokyo-Nagoya. và sang ngày hôm sau các tàu chiến rút lui về hướng Nam để được tiếp nhiên liệu và tiếp liệu đạn dược. Đến ngày 8 tháng 8, máy bay lại không kích xuống khu vực phía Bắc Honshū và Hokkaido cũng như vùng đồng bằng Tokyo. Con tàu nhận được tin tức về việc Nhật Bản chấp nhận đầu hàng vào ngày 15 tháng 8, và đội đặc nhiệm di chuyển về phía Đông Nam Tokyo, tiếp tục cảnh giác với các cuộc không kích tự sát của máy bay đối phương bất chấp lệnh đầu hàng đã được Nhật Hoàng đưa ra.
Vào ngày 1 tháng 9, Wallace L. Lind cặp bên mạn tàu sân bay Shangri-La (CV-38) để đón lên tàu Phó đô đốc John H. Towers và ban tham mưu của ông, để vận chuyển đến vịnh Tokyo tham dự lễ ký kết văn kiện đầu hàng. Đô đốc Towers chuyển cờ hiệu của mình từ Shangri-La sang Wallace L. Lind, và sau khi lễ đầu hàng kết thúc vào ngày hôm sau đã chuyển trở lại Shangri-La. Chiếc tàu khu trục tiếp tục tham gia nhiệm vụ tuần tra trên không và tìm kiếm tại khu vực phía Bắc Nhật Bản trong thành phần lực lượng chiếm đóng. Nó thực hiện một chuyến đi đến Eniwetok vào ngày 21 tháng 9, nơi nó được bảo trì cho đến ngày 6 tháng 10, rồi tiếp tục tuần tra và huấn luyện tại khu vực vịnh Tokyo.

### 1946 – 1950

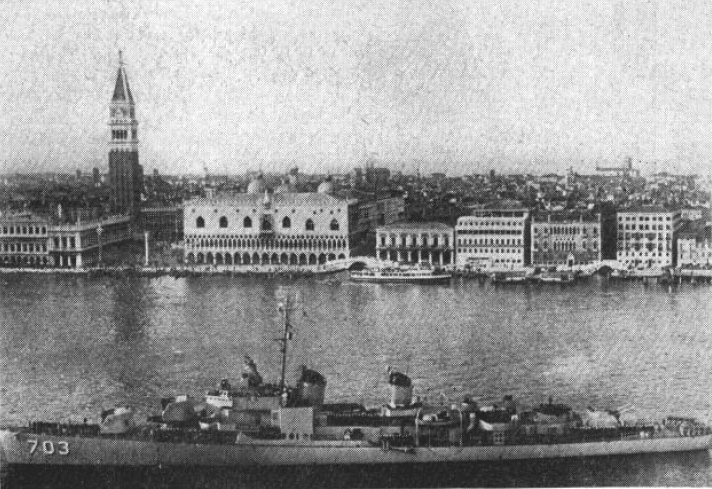
Wallace L. Lind tại Venice, cuối năm 1949.

Wallace L. Lind cùng tàu khu trục chị em John W. Weeks (DD-701) rời vịnh Tokyo vào ngày 31 tháng 10 để đi Sasebo, nơi nó trải qua những tháng cuối cùng của năm 1945 hoạt động tại khu vực giữa Sasebo và Okinawa. Nó lên đường quay trở về nhà, ghé qua Eniwetok vào ngày 5 tháng 1, 1946, và tiếp tục đi ngang qua Trân Châu Cảng, San Francisco và vượt kênh đào Panama trước khi về đến cảng nhà mới tại Norfolk, Virginia vào ngày 19 tháng 2.
Wallace L. Lind được bảo trì, nghỉ ngơi và huấn luyện tại Casco Bay, Maine từ ngày 9 tháng 3 đến ngày 26 tháng 4. Sau đó nó chuyển đến Charleston, South Carolina, và hoạt động cùng John W. Weeks với một biên chế thủy thủ đoàn cắt giảm cho đến ngày 12 tháng 7, khi nó chuyển cảng nhà đến New Orleans, Louisiana. Tại đây nó đảm nhiệm vai trò tàu huấn luyện cho lực lượng Hải quân Dự bị Hoa Kỳ, thực hiện những chuyến đi thực hành huấn luyện đến vùng biển Caribe trong những năm tiếp theo. Đến ngày 7 tháng 1, 1949, con tàu quay trở lại Norfolk, Virginia, và tiến hành những hoạt động thường lệ từ cảng này cho đến ngày 6 tháng 9. Nó gia nhập Lực lượng Đặc nhiệm 89 vào ngày hôm sau, thực hiện một chuyến đi sang khu vực Địa Trung Hải kếo dài cho đến ngày 26 tháng 1, 1950, khi nó quay trở về Norfolk.

### Chiến tranh Triều Tiên
Wallace L. Lind trải qua phần lớn thời gian của năm 1950 trong các hoạt động huấn luyện thường lệ và một chuyến đi đến vùng biển Caribe. Nhịp điệu này bị phá vỡ vào ngày 6 tháng 9, khi nó lên đường đi sang Viễn Đông để tham gia cuộc Chiến tranh Triều Tiên. Nó đi đến ngoài khơi bờ biển bán đảo Triều Tiên vào ngày 13 tháng 10, tập trung hoạt động tại khu vực phụ cận cảng Wonsan vốn đang bị phong tỏa, xen kẻ với các chuyến tuần tra phong tỏa và bắn phá bờ biển tại khu vực Songjin và Hungnam. Từ ngày 17 đến ngày 24 tháng 12, nó tham gia một lực lượng hải quân hùng hậu nhất từng được huy động để hỗ trợ lực lượng trên bộ đang chiến đấu để phòng thủ Hungnam, và sau đó trong việc triệt thoái khỏi nơi này. Trong suốt tháng 1, 1951, nó tham gia Đội Phong tỏa Đông Triều Tiên, hoạt động bắn phá bờ biển và hỗ trợ các hoạt động quét mìn.
Wallace L. Lind trải qua suốt tháng 2 tiến hành các hoạt động bắn phá bờ biển, hỗ trợ hỏa lực và hộ tống tại khu vực Kangnung; cũng như tung các đội biệt kích trinh sát lên khu vực Wonsan, Chaho và Chongjin, và bắn hỏa lực hỗ trợ xuống các mục tiêu do các đội này chỉ điểm. Đến ngày 20 tháng 2, đang khi cùng các tàu khu trục Ozbourn (DD-846) và Charles S. Sperry (DD-697) tham gia hoạt động giải cứu một phi công bị bắn rơi tại khu vực cảng Wonsan, nó bị các khẩu đội pháo bờ biển đối phương nhắm bắn; chiếc tàu khu trục đã phản pháo thành công. Vào ngày 15 tháng 3, trong thành phần một lực lượng gồm 7 tàu chiến, nó tham gia một đợt bắn phá một vị trí tập trung quân gần Wonsan, gây thiết hại nặng cho lực lượng đối phương; rồi sang ngày hôm sau, nó phản pháo vào các khẩu đội pháo đối phương nhắm vào các con tàu trong cảng. Một ngày sau đó, nó tuần tra độc lập về phía Nam dọc bờ biển, bắn phá Kosong đồng thời phát hiện và phá hủy một khẩu đội pháo đối phương ngụy trang ở phía Nam hải đăng Suwon Dan.
Đến ngày 7 tháng 4, trong thành phần Lực lượng Đặc nhiệm 74, Wallace L. Lind đã hoạt động cùng các tàu khu trục Massey (DD-778), tàu khu trục hộ tống Begor (APD-127), tàu đốc đổ bộ Fort Marion (LSD-22) và tàu tuần dương hạng nặng Saint Paul (CA-73), phối hợp với 250 lính biệt kích Thủy quân Lục chiến Hoàng gia tiến hành đột kích tuyến đường sắt và hầm đường sắt trong khu vực do đối phương kiểm soát. Hoạt động bắn phá bằng hải pháo của các tàu chiến đã giúp trì hoãn hoạt động tiếp liệu của đối phương; hoạt động sửa chữa đường sắt của họ chỉ thực hiện vào ban đêm, và phải ẩn nấp trong các đường hầm vào ban ngày. Nó rời khu vực chiến sự tại Triều Tiên vào ngày 9 tháng 5, về đến Trân Châu Cảng mười ngày sau đó sau khi ghé qua Yokosuka và Midway. Nó băng qua kênh đào Panama và về đến Norfolk vào ngày 9 tháng 6.

### 1952 - 1959
Sau một chuyến đi ngắn đến New York, Wallace L. Lind khởi hành từ Norfolk vào ngày 26 tháng 8, 1952 để hoạt động tại Địa Trung Hải; nó quay trở về Norfolk vào ngày 4 tháng 2, 1953 và hoạt động từ cảng nhà trong những tháng tiếp theo. Nó lên đường vào ngày 19 tháng 11 cho một đợt huấn luyện ôn tập tại khu vực vịnh Guantánamo, Cuba, quay trở về vào ngày 14 tháng 12 để trải qua những ngày nghỉ lễ tại Norfolk. Nó lên đường quay trở lại vịnh Guantánamo vào ngày 4 tháng 1, 1954, tiếp tục huấn luyện trong một tháng tiếp theo. Con tàu quay trở về vào ngày 31 tháng 1 và ở lại cảng nhà cho đến ngày 10 tháng 5, lên đường vào ngày hôm sau để hoạt động tại khu vực Đại Tây Dương, quay trở về cảng chín ngày sau đó. Nó lên đường đi Key West, Florida vào ngày 1 tháng 6, và hoạt động tại vùng biển này và tại khu vực vịnh Honduras cho đến ngày 25 tháng 6, khi nó quay trở về và ở lại đây cho đến ngày 7 tháng 9. Vào lúc này nó lên đường cho một chuyến đi ngắn dọc bờ biển Đại Tây Dương trước khi thực hiện chuyến đi vượt đại dương.
Wallace L. Lind đi đến Lisbon, Bồ Đào Nha vào ngày 22 tháng 9, ở lại cảng này trong năm ngày trước khi quay trở về, ghé một chặng ngắn tại Bermuda trước khi về đến Norfolk vào ngày 8 tháng 10. Nó tham gia cuộc tập trận "Lant-flex 1-55" tiến hành từ ngày 20 đến ngày 29 tháng 10, rồi quay trở về Norfolk vào ngày 1 tháng 11, ở lại cảng nhà cho đến ngày 1 tháng 5, 1955. Chiếc tàu khu trục lên đường vào ngày hôm sau cho một chuyến đi sang nhiều nước Châu Âu, bao gồm Anh, Scotland, Pháp, Đức và Bồ Đào Nha cũng như Reykjavík, Iceland. Đang khi ở lại Đức, nó đã băng qua kênh đào Kiel để tham dự lễ hội đua thuyền buồm quốc tế. Nó quay trở về Norfolk vào ngày 19 tháng 8, và ở lại cảng cho đến ngày 10 tháng 10, khi nó lên đường đi đến Xưởng hải quân Philadelphia tại Philadelphia, Pennsylvania, nơi nó được đại tu cho đến ngày 12 tháng 2, 1956.
Hoàn tất việc đại tu, Wallace L. Lind quay trở về cảng nhà và ở lại trong nhiều tuần trước khi lên đường đi vịnh Guantánamo, thực hiện những lượt thực hành huấn luyện khác nhau cho đến ngày 23 tháng 3. Nó về đến Norfolk vào ngày 27 tháng 3, hoạt động tại khu vực Virginia Capes và kéo dài đến tận New York, con tàu quay trở lại Norfolk vào ngày 21 tháng 6, và ở lại trong khoảng một tháng trước khi lại khởi hành vào ngày 28 tháng 7 để hướng sang Trung Đông, do xảy ra vụ Khủng hoảng kênh đào Suez. Mâu thuẫn giữa Ai Cập với Anh, Pháp và Israel do việc quốc hữu hóa kênh đào Suez đã leo thang thành một cuộc xung đột, nên chiếc tàu khu trục phải đi đến cảng Port Said, Ai Cập vào ngày 13 tháng 8 để bảo vệ cho việc di tản công dân Hoa Kỳ khỏi vùng chiến tranh. Trong hai tháng tiếp theo, nó viếng thăm các cảng Saudi Arabia, Iran, Iraq, Ethiopia và Aden trước khi rời khu vực Ấn Độ Dương và Hồng Hải vào ngày 14 tháng 9. Do kênh đào Suez đã bị đóng do cuộc xung đột, con tàu phải đi vòng xuống mũi Hảo Vọng và eo biển Gibraltar để trở lại Địa Trung Hải, viếng thăm các cảng Naples, Cannes và Malta, rồi thả neo tại vịnh Phaleron, Hy Lạp vào ngày 15 tháng 10. Nó lên đường quay trở về nhà vào ngày 27 tháng 10, và về đến Norfolk vào ngày 4 tháng 12.
Wallace L. Lind khởi hành từ Norfolk vào ngày 2 tháng 2, 1957 để đi đến khu vực hoạt động ngoài khơi San Juan, Puerto Rico, đến nơi vào ngày 5 tháng 2. Nó thực tập tại đây cho đến ngày 11 tháng 2, khi nó lên đường đi Kingston, Jamaica và vịnh Guantánamo trước khi quay trở về Norfolk vào ngày 7 tháng 3. Chiếc tàu khu trục sau đó hoạt động dọc theo vùng bờ Đông trước khi rời Norfolk vào ngày 25 tháng 6 cho một chuyến biệt phái sang khu vực Trung Đông; nó quay trở về Norfolk vào ngày 20 tháng 11 và ở lại đây cho đến ngày 4 tháng 1, 1958. Nó lên đường vào ngày 6 tháng 1 cho một đợt huấn luyện kéo dài một tháng tại vùng biển Caribe, quay trở về Norfolk vào ngày 7 tháng 2. Một tuần sau đó, con tàu đi vào Xưởng hải quân Norfolk để đại tu, kéo dài mất ba tháng trước khi quay trở lại căn cứ vào ngày 27 tháng 5. Nó lên đường đi vịnh Guantánamo để huấn luyện ôn tập cho đến ngày 18 tháng 7.
Wallace L. Lind quay trở về Norfolk và tiến hành các hoạt động tại chỗ cho đến ngày 24 tháng 10, khi nó được bố trí sang Địa Trung Hải để hoạt động cùng Đệ lục Hạm đội. Nó đi đến Barcelona, Tây Ban Nha vào ngày 5 tháng 11 rồi tiếp tục hành trình đi sang Trung Đông, đi ngang qua kênh đào Suez, Hồng Hải, vịnh Aden và vịnh Ba Tư. Nó quay trở lại Livorno, Ý vào ngày 14 tháng 1, 1959, trải qua thời gian còn lại của lượt phục vụ hoạt động giữa Ý và Tây Ban Nha, ghé thăm Cannes, Pháp trước khi lên đường quay trở về Hoa Kỳ, về đến Norfolk vào ngày 8 tháng 4. Con tàu tiếp tục hoạt động tại chỗ và huấn luyện cho đến tháng 7, khi nó đi vào Xưởng hải quân Norfolk cho một đợt bảo trì ngắn, rồi trong thời gian còn lại của năm đã hoạt động từ cảng nhà, thực hiện các chuyến đi đến Mayport, Florida và vịnh Narragansett, Rhode Island để thực tập cùng một đội tìm-diệt tàu ngầm cho đến ngày 29 tháng 6, 1960.

### 1960 – 1963
Wallace L. Lind đón lên tàu những học viên sĩ quan thuộc Hải quân Dự bị Hoa Kỳ cho chuyến đi thực tập hàng năm kéo dài sáu tuần, khi chiếc tàu khu trục tiến hành các hoạt động chống tàu ngầm và ghé thăm các cảng Halifax, Nova Scotia và New York. Trong tháng 8 và tháng 9, 1960, nó chuẩn bị cho đợt tập trận tiếp theo, và đến ngày 6 tháng 9 đã khởi hành từ Norfolk để tham gia cuộc tập trận của Khối NATO tại khu vực Bắc Đại Tây Dương; con tàu đã vượt qua vòng Bắc Cực trước khi quay trở về Norfolk vào ngày 20 tháng 10. Nó tiếp tục hoạt động tại chỗ từ cảng nhà cho đến tháng 12, khi lại tham gia thực tập cùng lực lượng tìm-diệt tàu ngầm.
Wallace L. Lind khởi hành đi sang vùng biển Caribe vào ngày 13 tháng 2, 1961 để tham gia cuộc Tập trận Springboard hàng năm. Nó quay trở về Norfolk và tiến hành các hoạt động tại chỗ cho đến khi được bảo trì từ ngày 26 tháng 5. Tuy nhiên việc sửa chữa phải tạm dừng vào ngày 1 tháng 6, khi con tàu được huy động cùng các đơn vị khác thuộc Đệ nhị Hạm đội hướng đến Cộng hòa Dominica, làm nhiệm vụ duy trì hòa bình vào lúc xảy ra tình trạng bất ổn và bạo loạn sau vụ ám sát nhà độc tài Rafael Trujillo; và sau khi tình hình được ổn định, nó quay trở về Norfolk vào ngày 20 tháng 6.
Wallace L. Lind đã phục vụ cùng Trường tác xạ Khu trục hạm đội tại Newport, Rhode Island từ ngày 23 tháng 6 đến ngày 7 tháng 7, rồi từ ngày 17 đến ngày 27 tháng 7 đã thực hiện chuyến đi thực tập mùa Hè cho học viên sĩ quan của Học viện Hải quân Hoa Kỳ. Con tàu sau đó tham gia cùng Chương trình Mercury từ ngày 11 tháng 8 đến ngày 22 tháng 9, khi được phân công tại khu vực thu hồi tàu không gian dự phòng ở khu vực quần đảo Canary. Nó quay trở về vào ngày 22 tháng 9, và được bảo trì cho đến ngày 1 tháng 10.
Từ ngày 16 tháng 10, Wallace L. Lind được nâng cấp theo Chương trình Hồi sinh và Hiện đại hóa Hạm đội II (FRAM: Fleet Rehabilitation and Modernization), khi những cảm biến và vũ khí chống tàu ngầm được nâng cấp, bao gồm dàn phóng ngư lôi mới, trung tâm thông tin hành quân được hiện đại hóa, bổ sung sàn đáp và hầm chứa phía sàn sau để mang theo một máy bay trực thăng không người lái Gyrodyne QH-50 DASH chống tàu ngầm, và tăng cường một bộ sonar với độ sâu thay đổi. Do đó, khả năng chống ngầm của con tàu được tăng cường, điều kiện sinh hoạt trên tàu được cải thiện, đồng thời kéo dài vòng đời hoạt động. Việc nâng cấp hoàn tất vào ngày 25 tháng 8, 1962.
Wallace L. Lind đi đến vịnh Guantánamo vào ngày 7 tháng 9 để huấn luyện ôn tập, rồi lên đường đi đảo Culebra, Puerto Rico vào ngày 17 tháng 10 trước khi quay trở lại Key West. Tuy nhiên, lúc con tàu đang trên đường đi, vụ Khủng hoảng tên lửa Cuba nổ ra do việc phát hiện Liên Xô bố trí những tên lửa đạn đạo mang đầu đạn hạt nhân tại Cuba. Vì vậy nó quay trở lại vịnh Guantánamo vào ngày 21 tháng 10, tham gia vào lực lượng hải quân làm nhiệm vụ "cô lập" hòn đảo tại Trung Mỹ này. Sau khi vụ khủng hoảng được dàn xếp thông qua thương lượng, chiếc tàu khu trục quay trở về Norfolk vào ngày 28 tháng 11, nơi nó được bảo trì cũng như những trang bị bổ sung cho hoạt động DASH (Drone Anti-Submarine Helicopter, máy bay trực thăng không người lái chống tàu ngầm).
Wallace L. Lind sau đó phục vụ trong hai tuần như một tàu huấn luyện cho Trường Sonar Hạm đội tại Key West vào tháng 3, 1963, và sau đó là một chuyến đi đến Argentia, Newfoundland. Con tàu đã ngắt quãng chuyến đi này để tham gia tìm kiếm chiếc tàu ngầm chạy năng lượng hạt nhân Thresher (SSN-593), bị mất tích khi đang thử nghiệm lặn sâu vào ngày 10 tháng 4. Nó hoàn tất đợt thực tập hàng năm vào tháng 5, rồi tiếp tục thực hành bắn rocket và tên lửa trong tháng 6.
Wallace L. Lind đã hoạt động phối hợp cùng tàu ngầm Lafayette (SSBN-616) trong việc thử nghiệm và nghiệm thu tên lửa đạn đạo phóng từ tàu ngầm UGM-27 Polaris ngoài khơi mũi Canaveral. Trong giai đoạn này, nó đã đón lên tàu Tổng tư lệnh Hạm đội Đại Tây Dương và Tư lệnh Lực lượng Tàu ngầm Hạm đội Đại Tây Dương để quan sát việc phóng tên lửa; nó cũng từng đón lên tàu Bộ trưởng Quốc phòng, Bộ trưởng Hải quân cùng Chủ tịch Hội đồng Tham mưu trưởng Liên quân. Con tàu cũng trở thành tàu khu trục đầu tiên của Hạm đội Đại Tây Dương được chuẩn nhận hoạt động DASH trong đợt thử nghiệm vào tháng 7, 1963. Sang tháng 11, con tàu tham gia các cuộc thao diễn chống tàu ngầm phối hợp với máy bay trực thăng trong khu vực vịnh Narragansett, và sau đó hoạt động thực hành chống tàu ngầm cùng Đội đặc nhiệm Bravo.

### 1964 – 1965
Sau một đợt nghỉ ngơi và bảo trì, Wallace L. Lind lên đường vào tháng 1, 1964 cho một lượt thực tập chống t5au ngầm tại vùng biển Caribe, rồi tham gia cuộc tập trận "Springboard". Sang đầu tháng 3, nó hoạt động như một tàu thử nghiệm dự án đặc biệt trong chương trình không gian Gemini / Apollo, khi một cần cẩu lớn được trang bị ở phía đuôi tàu để trục vớt tàu không gian. Nó đã hoạt động cùng các quan chức NASA và thu hồi thành công các mô hình mẫu tàu không gian kích thước thật.
Đến tháng 4 và tháng 5, Wallace L. Lind lại tiếp tục hoạt động cùng Đội đặc nhiệm Bravo trong các cuộc thử nghiệm và thực tập chống tàu ngầm, và trong tháng 4 đã tham gia cuộc tập trận hạm đội quy mô lớn mang tên "Quick Kick". Nó được bảo trì tại xưởng tàu của hãng Newport News trong tháng 7, nhằm chuẩn bị cho lượt biệt phái sang Châu Âu tiếp theo. Nó khởi hành vào ngày 3 tháng 8 để hướng sang Địa Trung Hải, hoạt động như là soái hạm của Đội khu trục 22 dưới quyền Đại tá Hải quân Maylon T. Scott. Con tàu đã tham gia tập trận trong thành phần một đội đặc nhiệm tàu sân bay nhanh, và đã viếng thăm thiện chí nhiều cảng trước khi về đến Norfolk vào ngày 22 tháng 12.
Wallace L. Lind tiếp tục neo đậu tại cảng Norfolk, Virginia cho đến ngày 25 tháng 1, 1965, khi nó lên đường để thực hành độc lập trước khi đi đến San Juan, Puerto Rico vào ngày 29 tháng 1. Nó tiếp tục hoạt động tại khu vực San Juan cho đến ngày 8 tháng 2, quay trở về Norfolk vào ngày 12 tháng 2, và tiếp tục ở lại cảng này cho đến cuối tháng 3, khi nó lên đường để được tiếp nhiên liệu và đạn dược. Con tàu đi vào Xưởng hải quân Norfolk vào ngày 31 tháng 3, nơi nó được đại tu cho đến cuối tháng 5. Nó lên đường vào ngày 28 tháng 6, chạy thử máy sau đại tu trong hai ngày tại khu vực ngoài khơi Virginia Capes, rồi quay trở lại Norfolk và ở lại cảng trong gần một tháng tiếp theo.
Wallace L. Lind lên đường đi Key West, Florida vào ngày 23 tháng 7, nơi nó tiến hành những đợt thực tập phòng không và chống tàu ngầm, rồi quay trở về Port Everglades, Florida. Nó đi đến Mayport, Florida vào ngày 5 tháng 8, rồi chỉ bốn ngày sau đó lại lên đường đi vịnh Guantánamo, Cuba, đến nơi vào ngày 12 tháng 8, nơi nó tiếp tục chạy thử máy sau đại tu. Rời vịnh Guantánamo vào ngày 25 tháng 9, con tàu có các chặng dừng tại Culebra và Roosevelt Roads, Puerto Rico; cũng như Charlotte Amalie và Saint Thomas tại quần đảo Virgin, trước khi về đến Norfolk vào ngày 1 tháng 10. Nó lại khởi hành từ Norfolk vào ngày 25 tháng 10 để tập trận tại khu vực Jacksonville, Florida cho đến cuối tháng đó, quay trở về Norfolk vào ngày 5 tháng 11, và bắt đầu chuẩn bị cho một chuyến đi vượt Đại Tây Dương. Nó lên đường vào ngày 27 tháng 11 cho chuyến viếng thăm Địa Trung Hải lần thứ hai, ghé qua Gibraltar vào ngày 8 tháng 12, rồi viếng thăm Livorno và Naples, Ý.

### 1966 – 1967
Wallace L. Lind có mặt tại Naples, Ý vào dịp đầu năm mới 1966. Nó tiếp tục viếng thăm các cảng Ý, Pháp và Tây Ban Nha, cùng tham gia một cuộc truy tìm vũ khí hạt nhân bị thất lạc ngoài khơi bờ biển Tây Ban Nha trong hai tuần. Đến ngày 9 tháng 3, nó tham gia một cuộc tập trận đổ bộ phối hợp Pháp-Mỹ ngoài khơi bờ biển đảo Corse, Pháp. Nó bắt đầu hành trình quay trở về nhà từ ngày 16 tháng 3, về đến Norfolk mười ngày sau đó.
Từ ngày 18 tháng 4 đến ngày 6 tháng 5, Wallace L. Lind thực hành chống tàu ngầm cùng các tàu đồng đội thuộc Hải đội Khu trục 2 và ba tàu khu trục Đức. Sau đó nó tham gia hoạt động cùng tàu sân bay Wasp (CVS-18) tại khu vực vịnh Guantánamo, rồi trở về Norfolk và ở lại cảng trong một tháng. Nó trải qua mùa Hè hoạt động tại Trường Sonar Hạm đội ở Key West, Florida từ tháng 6 đến tháng 9, tiếp nối bằng một chuyến đi thực tập cho học viên sĩ quan.
Vào ngày 7 tháng 9, Wallace L. Lind tham gia vào Chương trình Gemini, khi có mặt ngoài khơi mũi Canaveral để hoạt động như tàu thu hồi dự phòng cho chuyến bay Gemini II, đề phòng chuyến bay bị hủy bỏ trong quá trình ba phút đầu tiên. Thời gian còn lại của năm 1966 được nó dành cho những đợt thực tập chống tàu ngầm khác nhau, bao gồm cuộc tập trận "Aswex V" vốn phải kết thúc sớm sau khi xảy ra tai nạn va chạm giữa tàu sân bay Essex (CV-9) với tàu ngầm Nautilus (SSN-571). Chiếc tàu khu trục sau đó được đại tu.
Vào ngày 10 tháng 1, 1967, Wallace L. Lind rời Norfolk cho một lượt hoạt động tại Địa Trung Hải. Trên đường hướng sang phía Đông, nó đã có dịp trải nghiệm thực tế trong chiến tranh chống tàu ngầm, khi dò được tín hiệu sonar một tàu ngầm chưa rõ nhận dạng và theo dõi mục tiêu trong suốt 25 giờ tiếp theo. Phối hợp cùng những lực lượng khác, chiếc tàu khu trục đã buộc mục tiêu, một tàu ngầm lớp Foxtrot của Hải quân Liên Xô phải nổi lên mặt nước ngoài khơi eo biển Gibraltar vào ngày 21 tháng 1. Con tàu sau đó viếng thăm các cảng Ý, Pháp và Tây Ban Nha, trước khi lên đường từ Naples vào ngày 30 tháng 3 để tham gia cuộc tập trận "Dawn Clear 67" phối hợp cùng lực lượng của Khối NATO. Nó tiếp tục tham gìa cuộc tập trận "Spanex 1-67" phối hợp cùng Hải quân Tây Ban Nha và cuộc tập trận "Fair Game V" cùng Hải quân Pháp, rồi lên đường quay trở về nhà vào ngày 11 tháng 5, về đến Norfolk vào ngày 20 tháng 5.
Sau nhiều tuần lễ hoạt động huấn luyện tại chỗ, Wallace L. Lind trải qua giai đoạn từ tháng 7 đến tháng 9 lần lượt tham gia cuộc thực tập chống tàu ngầm "Fixwex Golf 67", cuộc tập trận "Lash Out" của Khối NATO mô phỏng một cuộc tấn công lên vùng bờ Đông, cùng nhiều đợt thực hành khác. Nó đi đến Xưởng hải quân Boston vào ngày 3 tháng 10 để được lắp một thiết bị âm thanh đặc biệt thay cho bộ sonar độ sâu thay đổi, rồi lên đường hướng đến khu vực quần đảo Bahamas để tham gia cuộc tập trận "Fixwex I", một cuộc thực tập nhằm đo mức độ tiếng ồn của tàu ngầm và các đội đặc nhiệm. Chiếc tàu khu trục được bảo trì và nghỉ ngơi cho đến hết năm 1967, khi thiết bị âm thanh đặc biệt được tháo bỏ và con tàu quay trở lại cấu hình ban đầu.

### Chiến tranh Việt Nam
Vào tháng 1, 1968, Wallace L. Lind tham gia cuộc tập trận "Springboard" tại khu vực quần đảo Caribe, và sau khi hoàn tất vào ngày 6 tháng 2, nó quay trở về Norfolk để bảo trì và chuẩn bị cho một lượt biệt phái dài hạn. Nó khởi hành từ Norfolk vào ngày 9 tháng 4, băng qua kênh đào Panama để đi sang khu vực Thái Bình Dương, và sau các chặng dừng tại Trân Châu Cảng và Guam, nó đi đến vịnh Subic, Philippines vào ngày 20 tháng 5. Chiếc tàu khu trục lên đường năm ngày sau đó để hướng sang vịnh Bắc Bộ, và hoạt động trong vai trò chỉ huy hộ tống cho tàu sân bay America (CV-66). Nó sau đó lần lượt chuyển sang hộ tống và canh phòng máy bay cho tàu sân bay Ticonderoga (CV-14), và canh phòng máy bay cho Enterprise (CVN-65). Nó có một đợt nghỉ ngơi ngắn vào ngày 1 tháng 7 trước khi quay trở lại vịnh Bắc Bộ, tiếp tục phục vụ canh phòng máy bay cho tàu sân bay Bon Homme Richard (CV-31), rồi thay phiên cho tàu khu trục Steinaker (DD-863) trong vai trò cột mốc radar phòng không ở phía Tây Nam, và lại phục vụ cùng Ticonderoga.
Từ ngày 17 tháng 7 đến ngày 9 tháng 10, Wallace L. Lind tiếp tục trải qua ba lượt phục vụ tại vùng biển ngoài khơi khu phi quân sự, xen kẻ với những lần nghỉ ngơi tại vịnh Subic và Hong Kong. Rời vùng chiến sự vào ngày 9 tháng 10, nó ghé qua Yokosuka, Nhật Bản để chuẩn bị trước khi thực hiện hành trình dài quay trở về nhà. Về đến Norfolk vào ngày 27 tháng 11, nó trải qua thời gian còn lại của năm cho việc sửa chữa, bảo trì và nghỉ ngơi.
Wallace L. Lind dành gần trọn năm 1969 thuần túy cho công việc bảo trì và huấn luyện. Nó đi đến Xưởng hải quân Norfolk tại Portsmouth, Virginia vào ngày 27 tháng 1 để được đại tu thường lệ, hoàn tất vào ngày 10 tháng 6, rồi trải qua một tháng tiếp theo tại Norfolk chuẩn bị cho "Dự án X-SI". Nó khởi hành đi San Juan vào ngày 24 tháng 7 để thử nghiệm những thiết bị mới, hoàn tất vào ngày 14 tháng 8 khi nó quay trở về Norfolk để đánh giá kết quả. Con tàu lại đi đến khu vực vịnh Guantánamo, Cuba vào ngày 17 tháng 9 để huấn luyện ôn tập, kéo dài cho đến ngày 20 tháng 11. Đến ngày 1 tháng 1, 1970, nó nhận được tin tức về việc sẽ được chuyển cảng nhà đến Trân Châu Cảng.

### 1970 – 1973
Wallace L. Lind trải qua một lượt hoạt động tại khu vực Virginia Capes-Florida trong tháng 1 và tháng 2, 1970, nó quay trở lại Norfolk vào ngày 8 tháng 3 để bảo trì. Nó khởi hành đi sang khu vực quần đảo Hawaii ngang qua kênh đào Panama và San Diego, đi đến Trân Châu Cảng vào ngày 18 tháng 4. Trong tháng 5 và tháng 6, nó thực hành tác xạ hải pháo và tham gia "Comtuex", cuộc tập trận chống tàu ngầm và phòng không. Sau đó nó thực hành chống tàu ngầm cùng tàu ngầm Michishio (SS-564) thuộc Lực lượng Phòng vệ biển Nhật Bản nhằm chuẩn bị cho "Aswex 1-70", cuộc tập trận chống tàu ngầm phối hợp giữa Hoa Kỳ, Nhật Bản và Khối Thịnh vượng chung Anh kéo dài từ ngày 19 đến ngày 26 tháng 6.
Sau một đợt bảo trì Wallace L. Lind rời Trân Châu Cảng vào ngày 12 tháng 8 để hướng sang khu vực Tây Thái Bình Dương, đi đến vịnh Subic, Philippines vào ngày 27 tháng 8. Con tàu thực hành huấn luyện trước khi trở thành soái hạm cho Đội khu trục 252, và sau đó gặp gỡ America (CVA-66) để phục vụ canh phòng máy bay cho chiếc tàu sân bay. Từ ngày 14 đến ngày 17 tháng 9, nó tham gia cuộc tập trận phòng không trong vịnh Bắc Bộ, rồi đi đến Okinawa vào ngày 21 tháng 9 để tiếp nhiên liệu. Chiếc tàu khu trục lại gặp gỡ tàu sân bay America để hoạt động trong biển Nhật Bản, rồi được bảo trì tại Yokosuka và Sasebo, nơi nó chuyển giao lại vai trò soái hạm của Đội khu trục 252.
Vào ngày 19 tháng 10, Wallace L. Lind đón lên tàu ba sĩ quan Nhật Bản trong vai trò quan sát viên của "ASWEX 5-70", cuộc tập trận kéo dài một tuần bắt đầu từ ngày 22 tháng 10. Sau đó nó đi đến Yokosuka để bảo trì trước khi lên đường đi Đài Loan vào ngày 9 tháng 11. Sau một đợt tuần tra ngắn tại eo biển Đài Loan và ghé qua vịnh Subic vào ngày 16 tháng 11, chiếc tàu khu trục lên đường tham gia cuộc tập trận "FIREX", và cơ động để né tránh một cơn bão. Nó quay trở lại vùng chiến sự ngoài khơi bờ biển Nam Việt Nam vào ngày 28 tháng 11, và hoạt động tại đây cho đến ngày 12 tháng 12, khi nó lên đường đi Hong Kong. Đến nơi hai ngày sau đó, nó thay phiên cho tàu đổ bộ Vernon County (LST-1161) trong vai trò SOPA (sĩ quan cao cấp trên biển).
Wallace L. Lind rời Hong Kong vào ngày 5 tháng 1, 1971, và trải qua suốt tháng 1 luân phiên nhiệm vụ canh phòng máy bay cùng Kitty Hawk (CVA-63), Wainwright (DLG-28), Chicago (CA-136), Hollister (DD-788) và Ranger (CV-61). Đến ngày 4 tháng 2, nó hoạt động hỗ trợ đổ bộ ngoài khơi bờ biển Nam Việt Nam cho đến ngày 11 tháng 2, khi nó lên đường đi vịnh Subic, Philippines, nhằm chuẩn bị cho việc quay trở về Hoa Kỳ. Nó về đến khu vực Hawaii vào sáng ngày 26 tháng 2. Thủy thủ đoàn tận hưởng một giai đoạn nghỉ ngơi khi con tàu được bảo trì trong tháng 3 và tháng 4.
Wallace L. Lind tiến hành huấn luyện thực hành trong tháng 5 và tháng 6 tại khu vực quần đảo Hawaii, rồi khởi hành từ Trân Châu Cảng vào ngày 27 tháng 7 để chuyển sang cảng nhà mới tại Portland, Oregon. Đến nơi vào ngày 4 tháng 8, chiếc tàu khu trục đảm nhiệm vai trò mới là tàu huấn luyện cho lực lượng Hải quân Dự bị Hoa Kỳ. Nó thực hiện một chuyến đi huấn luyện cho quân nhân dự bị dọc theo bờ biển Washington-Oregon từ ngày 31 tháng 8 đến ngày 10 tháng 9, rồi một tháng sau đó được bảo trì tại San Diego trước khi quay trở lại Portland, nơi nó neo đậu cho đến hết năm 1972.
Từ tháng 1 đến tháng 3, 1972, Wallace L. Lind được sửa chữa tại Portland. Nó ra khơi vào ngày 25 tháng 3 để thực hành tác xạ tại vùng biển ngoài khơi Washington, rồi đi đến San Francisco, nơi nó được tái trang bị vũ khí trước khi quay trở lại Portland. Vào ngày 6 tháng 4, nó lên đường đi Seattle, Washington, chuyến đầu tiên trong số sáu chuyến đi tương tự được thực hiện trong vòng tám tháng tiếp theo. Tại Washington, chiếc tàu khu trục tham gia Lễ hội Daffodil tại Tacoma; nó thực hiện một chuyến đi huấn luyện dự bị đến Trân Châu Cảng, đến nơi vào ngày 24 tháng 6. Trong tháng 8, nó đi lên phía Bắc đến Juneau, Alaska để tham gia lễ hội Golden North Salmon Derby; rồi tiếp tục đi ngược dòng sông Columbia đến Astoria, Oregon để tham gia lễ hội Astoria Regatta. Tiếp tục sang tháng 9 là một chuyến đi huấn luyện dự bị khác đến Esquimalt tại đảo Vancouver, British Columbia; rồi đến ngày 24 tháng 10, nó đi đến San Diego cho một lượt bảo trì kéo dài ba tuần, rồi lên đường vào ngày 18 tháng 11 để quay trở về cảng nhà Portland, nơi nó ở lại đến hết năm 1973.
Trong năm 1973, Wallace L. Lind tích cực hoạt động trong việc quảng bá tuyển mộ nhân sự cho Hải quân cũng như trong vai trò huấn luyện cho Hải quân Dự bị. Từ ngày 9 đến ngày 25 tháng 1, nó được sửa chữa tại Portland, và khi phát hiện những hư hỏng cần phải đưa vào ụ tàu để sửa chữa, nó tiếp tục vào ụ tàu từ ngày 12 tháng 2 cho một lượt sửa chữa khác kéo dài chín ngày. Con tàu được tái vũ trang tại Bangor, Washington rồi lên đường đi xuống phía Nam, đến San Diego vào ngày 1 tháng 3. Nó hoạt động tại chỗ cho đến khi cùng tàu chị em James C. Owens (DD-776) thực hiện chuyến đi đến Mazatlán, Mexico.
Wallace L. Lind quay trở lại San Diego vào ngày 17 tháng 3, hoạt động trong một thời gian ngắn với thành phần thủy thủ đoàn dự bị. Nó đi đến Anchorage, Alaska vào ngày 26 tháng 4 cho một hoạt động quảng bá việc tuyển mộ nhân sự cho Hải quân. Sau một lượt thanh sát vào tháng 5, nó ở lại cảng nhà cho đến khi lên đường đi Vancouver, Washington vào ngày 4 tháng 7, tham dự những lễ hội nhân Ngày Độc lập. Đến ngày 1 tháng 8, nó rời Portland để đi sang quần đảo Hawaii; tuy nhiên, chỉ hai ngày sau đó ngoài khơi San Francisco, con tàu gặp trục trặc động cơ và phải cố lết quay trở về cảng để sửa chữa. Nó rời San Francisco vào ngày 17 tháng 8 để quay trở lại Portland.

### ROKSDae Gu
Wallace L. Lind rời Portland vào ngày 25 tháng 9, 1973 để đi xuống phía Nam, ghé qua nhiều cảng cho đến khi nó đi đến San Diego vào ngày 1 tháng 10. Con tàu được chuẩn bị để xuất biên chế và chuyển giao cho Cộng hòa Hàn Quốc trong khuôn khổ chương trình viện trợ quân sự. Những sĩ quan và thủy thủ Nam Triều Tiên có mặt tại San Diego từ ngày 16 tháng 11, và phần lớn thủy thủ đoàn đến nơi vào các ngày 29 và 30 tháng 11.
Wallace L. Lind được cho xuất biên chế và rút tên khỏi danh sách Đăng bạ Hải quân vào ngày 4 tháng 12, 1973, và chính thức chuyển giao cho Hàn Quốc cùng ngày hôm đó. Nó phục vụ cùng Hải quân Cộng hòa Hàn Quốc như là chiếc ROKS Dae Gu (DD-917) cho đến năm 1994, khi nó ngừng hoạt động và bị tháo dỡ.

## Phần thưởng
Wallace L. Lind được tặng thưởng bốn Ngôi sao Chiến trận do thành tích phục vụ trong Thế Chiến II, bốn Ngôi sao Chiến trận trong Chiến tranh Triều Tiên và thêm một Ngôi sao Chiến trận khác trong Chiến tranh Việt Nam.